# Carlos D. López Bonilla
Carlos D. López Bonilla (nace para el 1960) es un político puertorriqueño y el alcalde actual del Municipio de Rincón. López está afiliado con el Partido Popular Democrático (PPD) y ha servido tan alcalde desde 2001.
En enero de 2024, la Oficina de Ética Gubernamental de Puerto Rico lo multaron por nepotismo con querella 23-17. https://wapa.tv/noticias/locales/tica-gubernamental-multa-a-alcalde-de-rinc-n-por-nepotismo-con-su-primo-hermano/article_804dddac-bab6-11ee-9cc2-bf3934b7052e.html
En enero de 2025 por medio de una auditoría efectuado por la Oficina del Contralor de Puerto Rico, lo cargaron como culpable por gastar más que $1,000,000 en violación de la ley. https://wapa.tv/noticias/locales/contralor-revela-municipio-de-rinc-n-pag-865-mil-en-exceso-a-una-asfaltera/article_67c398a2-ff67-11ef-ab6d-831fc74f082b.html
En marzo de 2025 él comenzó una campaña de intimidación contra su propio ciudadanos para imponer una carretera por las playas. La cual es ilegal por falta de permisos y por permisos vencidos. Por lo cual, lo está investigando el Senado de Puerto Rico https://teleonce.com/noticias/locales/senado-aprueba-investigacion-de-construccion-en-rincon/. 
Además, el Tribunal Superior de Aguadilla radicadó una solictación para detener el proyecto por falta de permisos y por permisos vencidos.

## Biografía
Nació en la Comunidad Stella de Rincón para el 1960. Son sus padres el Sr. Carlos D. López Morales y la Sra. Josefa Bonilla Chaparro, siendo Carlos el mayor de los hijos varones de ese matrimonio.
Desde muy pequeño se interesó en los deportes, tales como: el béisbol, softbol, boxeo y las artes marciales. De adolescente, ya dirigía un equipo de béisbol de las Pequeñas Ligas. En el deporte del boxeo y del kickboxingobtuvo muy buen desempeño y fue firmado como boxeador profesional.
En 1983, obtuvo su Bachillerato en Artes de la Universidad Interamericana de Puerto Rico Recinto de San Germán, donde se graduó con varias Certificaciones como Maestro. En ese mismo año comenzó a laborar con el Departamento de Educación como Maestro de Educación Elemental en la Escuela Manuel González Melo. Más adelante laboró como Maestro de Educación Física Adaptada y como Maestro de Educación Física regular. Finalmente, laboró en la Escuela Superior Manuel García Pérez como Maestro de Educación Física hasta el año 2000, cuando salió favorecido en las elecciones generales de ese año.
Durante sus años de maestro fue galardonado por varios años con el reconocimiento “Excelencia Académica”. Por su desempeño consiguió que sus estudiantes de destacaran en varias disciplinas y campeonatos. A su vez, se desempeñaba como Maestro del Arte Marcial del Tae Kwon Do, el cual también enseñaba en varias escuelas luego del horario regular de clases. Fue el pionero en abrir la Primera Escuela de Tae Kwon Do en el Centro Urbano de su pueblo de Rincón.
En el 1985 contrajo matrimonio con la Srta. Doris L. Soto Núñez, de cuya unión procrearon dos hijos, Carlos y Jamie.
En el 1991 fue miembro de la Junta de directores del “Rincón Rural Health Center”, donde llegó a ocupar el puesto de Secretario de la Junta de Gobierno por varios años.
Desde el año 1992 comenzó a envolverse en la política de su pueblo, siendo elegido como Legislador Municipal en el 1993.
En el 1996 se postuló como candidato a Alcalde del Municipio de Rincón por el Partido Popular Democrático, pero en aquel momento no fue favorecido en unas reñidas y comentadas elecciones. En el 2000 nuevamente se postula como candidato a Alcalde por el Municipio de Rincón, donde obtuvo el favor de la mayoría de los electores; puesto en el que ha permanecido hasta el presente.